# مورغان شنيدرلين
مورغان شنيدرلين (بالفرنسية: Morgan Schneiderlin)‏ هو لاعب كرة قدم فرنسي في مركز الوسط المدافع ولد في يوم 8 نوفمبر 1989 في قرية تسلفيلر في الألزاس في فرنسا، يلعب حالياً مع نادي ايفرتون وسبق له اللعب معمانشستر يونايتد ونادي ساوثهامبتون ونادي ستراسبورغ، كما لعب مع منتخب فرنسا لكرة القدم في بطولة كأس العالم لكرة القدم 2014 ووصل معهم إلى الدور الربع النهائي، يبلغ طوله 185 سم.

## روابط خارجية
- مورغان شنيدرلين على موقع الاتحاد الدولي (مؤرشف)  (الإنجليزية)
- مورغان شنيدرلين على موقع الاتحاد الأوربي (الإنجليزية)
- مورغان شنيدرلين على موقع إي إس بي إن إف سي (الإنجليزية)
- مورغان شنيدرلين على موقع قاعدة بيانات كرة القدم.إي يو (الإنجليزية)
- مورغان شنيدرلين على موقع ليكيب (الفرنسية)
- مورغان شنيدرلين على موقع ناشيونال فوتبول تيمز (الإنجليزية)
- مورغان شنيدرلين على موقع Soccerbase.com (لاعب) (الإنجليزية)
- مورغان شنيدرلين على موقع Soccerway.com (الإنجليزية)
- مورغان شنيدرلين على موقع عالم كرة القدم.نت (الإنجليزية)
- مورغان شنيدرلين على موقع AS.com (الإسبانية)